# 麥氏長頸龜
麥氏長頸龜（Chelodina mccordi），又名羅地島蛇頸龜、羅地島長頸龜或羅提島蛇頸龜，是分佈在帝汶西南部羅地島一種極危的龜。

## 特徵
麥氏長頸龜最初是於1891年由喬治·亞伯特·布蘭潔（George Albert Boulenger）所描述。其命名是為紀念美國烏龜專家麥克·考德博士（Dr. William McCord）。牠們是從新畿內亞長頸龜中分出來作為獨立的物種，與新畿內亞長頸龜有很多不同的地方。
麥氏長頸龜龜殼可以長達18-24厘米，頸長相約。龜殼呈淡灰褐色，有些則呈現栗色。胸甲呈淡奶白色。頸背呈深褐色，有圓形的小結。上身呈白色。瞳孔黑色，有白環圍繞。牠們棲息在沼澤、梯田及細小的湖泊。

## 繁殖
麥氏長頸龜一胎可以生8-14隻蛋，一年有三次繁殖期。蛋長3厘米，闊2厘米，重約8-10克。經過3-4個月的孵化期後，幼龜便會出生。幼龜出生時約長2.8厘米，胸甲上有黃點，會逐漸變深直至整個胸甲成為黑色。在成長階段中，牠們的顏色會逐漸變淡。

## 威脅

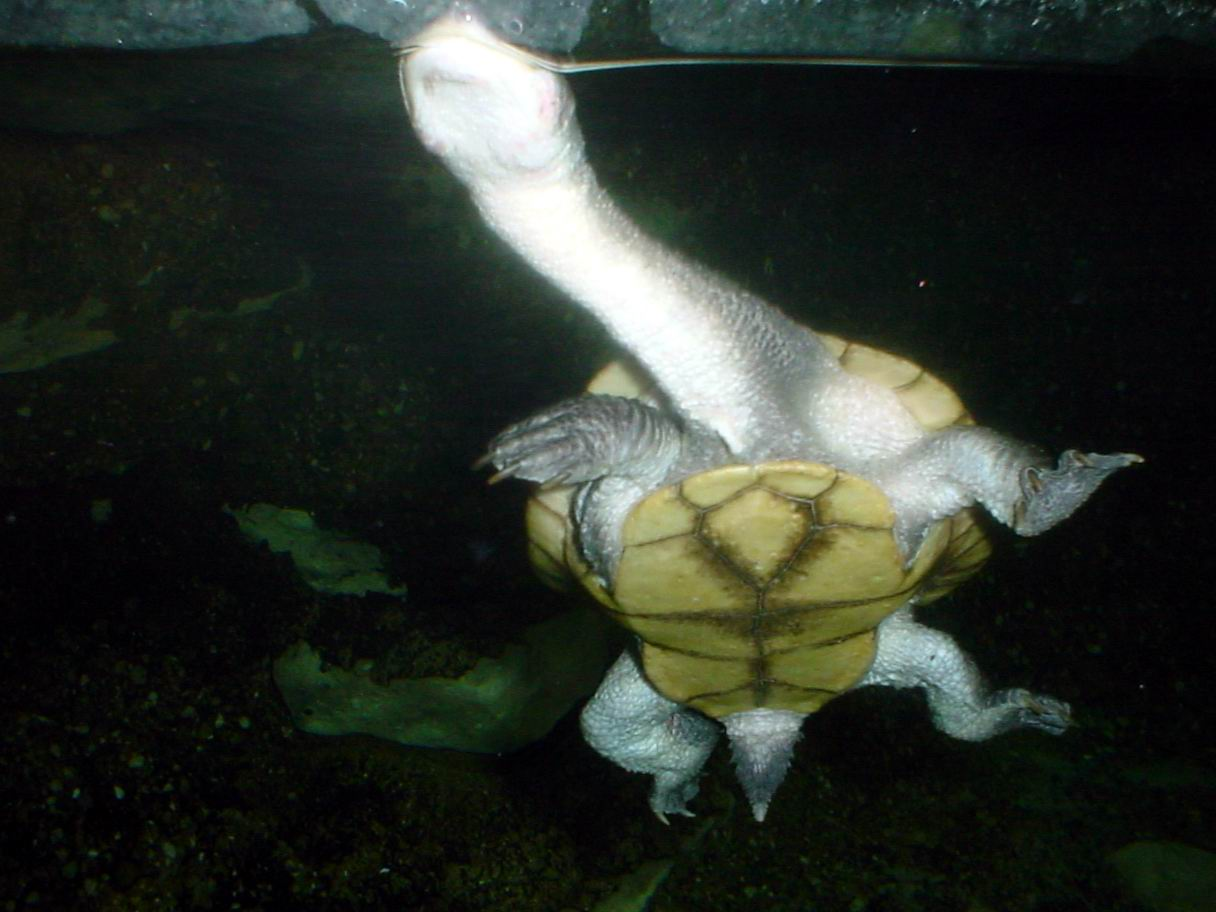
麥氏長頸龜的頸部。

麥氏長頸龜因為稀有，故被過度採集。餘下的二或三個群落只生活在島內約有70平方公里大的高地。於2004年，牠們受到《瀕危野生動植物種國際貿易公約》附錄二的保護。

## 外部連結
- （英文）麥氏長頸龜的資料（页面存档备份，存于）
- TRAFFIC - Roti Island Snake-necked Turtles become all but extinct
- TRAFFIC - The Trade of the Roti Island Snake-necked Turtle Chelodina mccordi